# Turnout

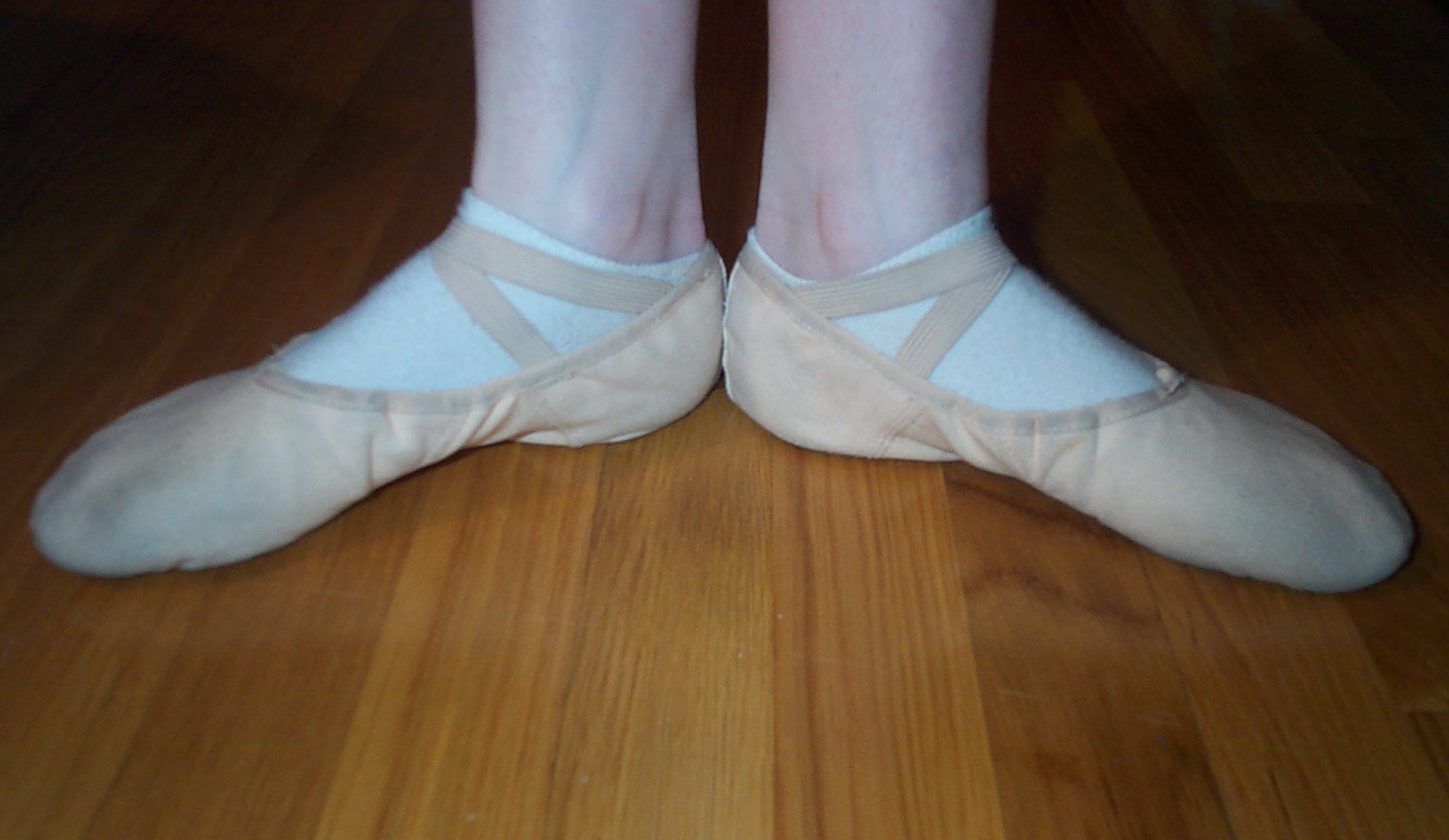
A primeira posição dos pés acabou

No balé, o turnout, também chamado rotação do quadril, é a rotação das pernas nos quadris que faz com que os pés (e os joelhos) se virem para fora em sentidos opostos afastando-se da frente do corpo. Essa rotação permite maior extensão da perna, principalmente quando levantá-la para o lado e para trás. É uma parte essencial da técnica do balé clássico.
O turnout é medido em termos do ângulo entre as linhas centrais dos pés, quando os calcanhares se tocam na primeira posição, onde o turnout completo é um ângulo de 180°, que raramente é alcançado sem condicionamento, vários exercícios são necessários para melhorar o turnout aumentando a flexibilidade do quadril (para melhorar a amplitude de movimento), fortalecendo os músculos das nádegas (para permitir que um bailarino mantenha o turnout) ou ambos.

## Fisiologia

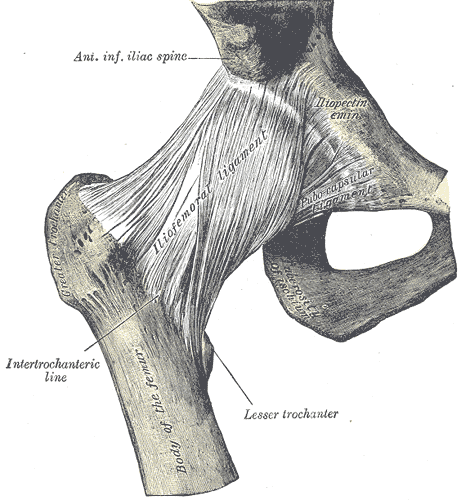
A elasticidade do ligamento iliofemoral (no centro) é importante para o turnout.

No turnout quando executado corretamente, as pernas girar nos quadris. Se o turnout for alcançado por meio de rotação lateral na articulação do joelho, o joelho ainda ficará voltado para a frente. Isso é considerado esteticamente menos agradável e pode causar lesões no joelho. Alguns dançarinos usarão uma inclinação pélvica anterior (encurtando os flexores do quadril) porque a flexão do quadril reduz a tensão no ligamento e permite que a rotação lateral do quadril ocorra mais facilmente (elasticidade do ligamento iliofemoral). No entanto, isso afetará a postura do dançarino, pois exige que as costas se estendam demais para permanecerem eretas.

A extensão em que um indivíduo pode girar suas pernas é amplamente predeterminada. O grau de desvio atingível é determinado pela forma do colo do fêmur e o ângulo em que a cabeça femoral é inserida no encaixe do quadril, a orientação do encaixe do quadril, a elasticidade do ligamento iliofemoral e a flexibilidade do quadril e músculos da coxa.  No entanto, a estrutura do osso pode ser influenciada por exercícios de balé antes de um certo período de desenvolvimento ósseo alcançado por volta dos onze anos de idade. 